# لويس بايارد
لويس بايارد (بالإنجليزية: Louis Bayard)‏ (30 نوفمبر 1963، ألباكركي في الولايات المتحدة)؛ روائي أمريكي.